# Касби
Касби – древнее городище, расположено в Касбийском районе Кашкадарьинской области Узбекистана. Было одним из крупных городов Каршинского оазиса. Будучи больше столичного города Насафа, имея соборную мечеть, в сочинениях арабских путешественников Ибн-Хаукаль  и Якута Касби упоминается как большое селение.
Руины этого средневекового города дошли до наших дней в виде крупнейшего археологического памятника, называемого Касбитепа. Город расположен в 2,5-3 км северо-западу от кишлака Муглон, близ населенного пункта Касби. Городище состоит из трех частей – цитадели (арк), шахристана (медине) и пригорода (рабад).  В настоящее время от древнего города сохранилась лишь центральная цитадель, шахристан и несколько рабадов, на территории которых находится современное кладбище. В древности город занимал более 300 гектаров, превосходя все остальные города Кашкадарьинского оазиса.
Этот памятник всегда привлекала внимание исследователей. В трудах С.К.Кабанова, Р.Х.Сулаймонова и Ш.С.Камолиддинова, город Касби локализуется с местностью Гасбун-Казбион, которая упоминается в армянских источниках V-VII вв, как самый северный форт Сасанидского государства. В Казбионе был легендарный сасанидский полководец Варахран. В знаменитой «Шах-наме» Фирдоуси, этот человек упоминается под именем Бахрам Чубин.  По поводу расположения Гасбун-Казбион имеются и другие точки зрения. По мнению Э.В.Ртвеладзе, Казбион находился между Железными воротами и  Гузаром.
Как свидетельствуют археологические материалы, найденные на территории городища, город возник в ранней античности как крупная крепость. Материальная культура города поры античности и раннего средневековья не известна, поскольку здесь не велись археологические раскопки.
Находясь вдоль торговой дороги между Бухарой и Балхом, город Касби интенсивно развивался в эпоху Саманидов и Караханидов.
В черте города сохранился комплекс мавзолеев Султан Мирхайдар, являвшихся одними из древних сооружений мусульманского зодчества Мавераннахра  XI-XII вв.
Город был разрушен в 1219-1220 гг. войсками Чингизхана. Позже, во время Чагатаидов и Тимуридов он был частично восстановлен, но основная территория города осталась  разрушенной и постепенно превратилась  в кладбище.
В последующие века город Касби и его округа остается густонаселенным пунктом. Поэтому, в последней четверти XVI в. по распоряжению правителя Абдуллахан II, на расстоянии около 1 км к западу от города построено уникальное загородное культовое сооружение – намазга .  В это время на территории города построена большая сардоба, которая обеспечивала питьевой водой, проходивших караванов и горожан. По данным местных жителей караванные дороги, проходившие от Бухары в стороны Келифа и Карши, функционировали до 50-60 гг. прошлого века, но после постройки крупных современных каналов они вышли из обихода.